# Radio Buenos Aires
LS6 Radio Buenos Aires es una estación de radio argentina que transmite desde la Ciudad Autónoma de Buenos Aires.

## Historia
Bajo una licencia otorgada al radiodifusor Ricardo Bernotti, la emisora comenzó a transmitir como Radio Bernotti desde Avenida de Mayo 1212.
Durante su historia ha funcionado bajo distintos nombres como Radio La Abuelita (1927), Radio Bijou (1929), Radio Del Pueblo (1930-1962; 1971-1984) y Radio América (1963-1970). También ha atravesado varias mudanzas: Estados Unidos 1816, Avenida Córdoba 1576, Avenida Santa Fe 2043, Pacheco de Melo 2178, Uruguay 1237 y Avenida Belgrano 270.
En tiempos del primer gobierno de Juan Domingo Perón la estación fue nacionalizada junto otros medios de comunicación. A raíz de esto permaneció intervenida por el Estado durante más de 30 años, hasta su privatización en 1982 en el marco del Plan Nacional de Radiodifusión (PLANARA), cuando fue adjudicada a Radiodifusora Esmeralda S.A.
Ya en 1984 adoptó al aire su nombre actual y al terminar 1993 se estableció en el edificio que hoy ocupa.

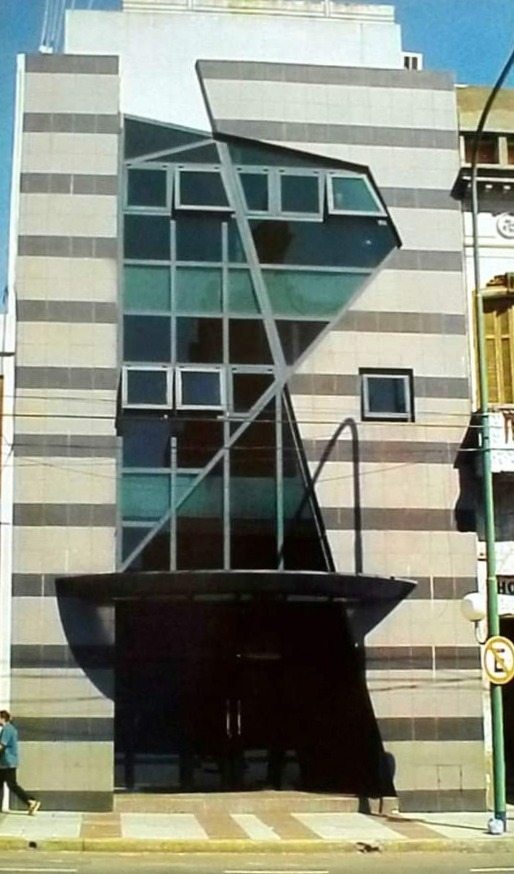
Avenida Entre Ríos 1931: Sede principal de la emisora que comparte con Red Aleluya Argentina

Desde fines de 1999, y durante 10 años, la emisora fue operada en conjunto por Radiodifusora Esmeralda S.A. y La Iglesia Universal del Reino de Dios.
En los últimos meses de 2009 se autorizó la transferencia de la titularidad de su licencia a favor de dicha organización religiosa.

## Programación
Su grilla se compone de programas de la Iglesia universal del Reino de Dios y de programas no religiosos (periodísticos, magacines, musicales y panoramas informativos).
También cuenta con su propio servicio de noticias y con segmentos de música programada.